# Insane
Insane (стилизовано как 1NSANE, в России известна как «Безумие») — компьютерная игра в жанре автосимулятор с элементами аркады, разработанная компанией Invictus Games и изданная Codemasters. В России локализована и издана компанией Бука.

## Игровой процесс
3 режима — Чемпионат, быстрая гонка и практика.
5 классов машин — Спортивные, 4x4, Грузовики, Пикапы и Экстремальные. Более 30 автомобилей на выбор. Есть возможность настройки машины: подвеска, покрышки, передачи, а также перекраска автомобиля.
Используется физика мягких тел.
Кузов и подвеска мнутся от сильных ударов, иногда даже малейшее изменение геометрии может очень сильно повлиять на управление и поведение машины. Отлетают такие мелкие запчасти как фары на крыше и другие. Некоторые дополнительные машины, созданные любителями, имеют больше отделяемых запчастей: крышки капотов, бампера, выхлопная труба, спойлер и другие.
8 типов игры — Прохождение Ворот, Возвращение Флага, Охота за Воротами, Исследователь, Зона Разрушений, Борьба за Флаг, Гонка по Бездорожью, Свободный Заезд.
30 локаций, встроенный генератор локаций, множество интерактивных объектов. На любой локации можно проводить гонки любого типа.

## Оценки и награды
| Сводный рейтинг | Сводный рейтинг |
| Агрегатор       | Оценка          |
| --------------- | --------------- |
| GameRankings    | 73,94 %         |

- 'Best Off-Road Game Ever' — PC Gamer
- 'Best Debut of the Year' in 2001 — журнал Game.Exe
- 'Game of the Year' in 2001 — журнал PC Guru.

## Продолжение
В 2011 году вышло продолжение игры Insane 2, разработанная российской компанией Targem Games по заказу Codemasters.